# Mandevilla clandestina
Mandevilla clandestina är en oleanderväxtart som beskrevs av J.F.Morales. Mandevilla clandestina ingår i släktet Mandevilla och familjen oleanderväxter. Inga underarter finns listade i Catalogue of Life.